# Järnvägens Museum Ängelholm
Järnvägens Museum Ängelholm er et kommunalt jernbanemuseum i Ängelholm i Skåne, Sverige, der viser hvordan Sveriges jernbaner blev opført og hvordan jernbaneteknik har udviklet sig frem til i dag. Museet ligger ved jernbanestationen og Järnvägsskolan.
Museet har tidligere haft navnene Banmuseet og Sveriges Järnvägsmuseum Ängelholm. Det blev tidligere ejet af Trafikverket, men overgik den 1. januar 2012 i Ängelholms kommunes eje og skiftede til det nuværende navn i foråret 2012.